# Championnats de France d'athlétisme 1935
Navigation
Championnats 1934 Championnats 1936
Les Championnats de France d'athlétisme 1935 ont eu lieu du 6 au 7 juillet 1935 au Stade olympique Yves-du-Manoir de Colombes. Les épreuves féminines se sont déroulées le 21 juillet 1935 à Courbevoie.

## Palmarès
| Discipline        | Hommes           | Hommes        | Femmes             | Femmes       |
| ----------------- | ---------------- | ------------- | ------------------ | ------------ |
| 60 m              | -                | -             | Lucienne Velu      | 8 s 0        |
| 100 m             | Robert Paul      | 11 s 0        | Henriette Bloch    | 13 s 0       |
| 200 m             | Jean Faucillon   | 22 s 4        | Marguerite Gaspard | 27 s 0       |
| 400 m             | Raymond Boisset  | 49 s 0        | -                  | -            |
| 800 m             | Raymond Petit    | 1 min 54 s 4  | Ruth Paysant       | 2 min 27 s 2 |
| 1 500 m           | Roger Normand    | 3 min 57 2    | -                  | -            |
| 5 000 m           | Roger Rochard    | 15 min 10 s   | -                  | -            |
| 10 000 m          | Jean Wattiau     | 32 min 26 s 8 | -                  | -            |
| 80 m haies        | -                | -             | Yvonne Mabille     | 13 s 2       |
| 110 m haies       | Gabriel Sempé    | 15 s 4        | -                  | -            |
| 400 m haies       | Luc Pointurier   | 57 s 8        | -                  | -            |
| 3 000 m steeple   | Roger Rérolle    | 9 min 35 s 4  | -                  | -            |
| Saut en longueur  | Robert Paul      | 7,42 m        | Alice Leissner     | 5,22 m       |
| Triple saut       | Alphonse Lorcery | 13,27 m       | -                  | -            |
| Saut en hauteur   | Jean Couturier   | 1,85 m        | Marguerite Crépin  | 1,50 m       |
| Saut à la perche  | Robert Vintousky | 3,80 m        | -                  | -            |
| Lancer du poids   | Edouard Duhour   | 15,15 m       | Lucienne Velu      | 10,48 m      |
| Lancer du disque  | Paul Winter      | 43,44 m       | Lucienne Velu      | 33,78 m      |
| Lancer du marteau | Robert Saint-Pé  | 42,94 m       | -                  | -            |
| Lancer du javelot | Marc Doré        | 58,71 m       | Yolande Behr       | 31,18 m      |
| Décathlon         | Hervé Mahé       | 5 670 pts     | -                  | -            |